# Pfarrkirche Öhling

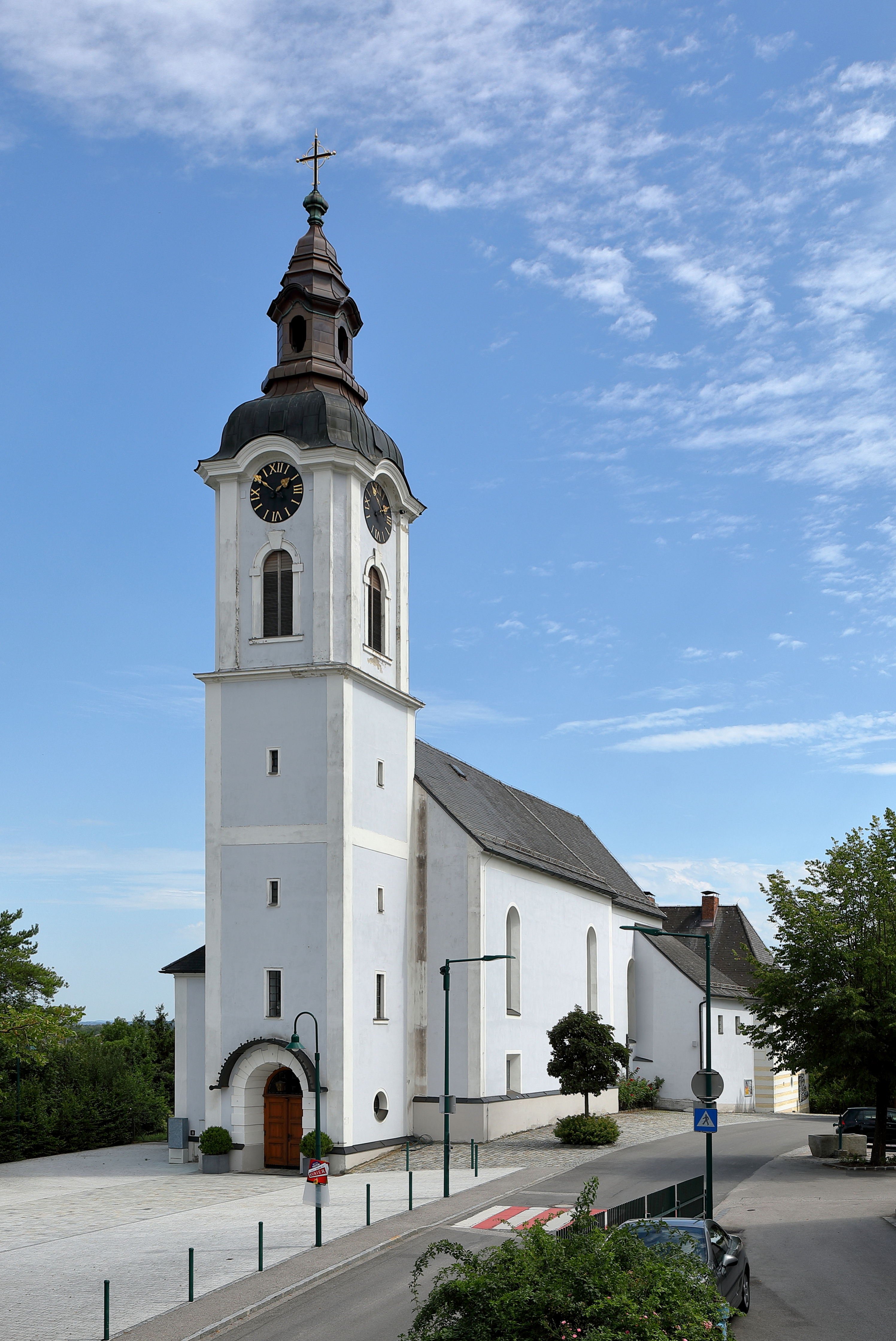
Katholische Pfarrkirche hl. Wolfgang in Öhling

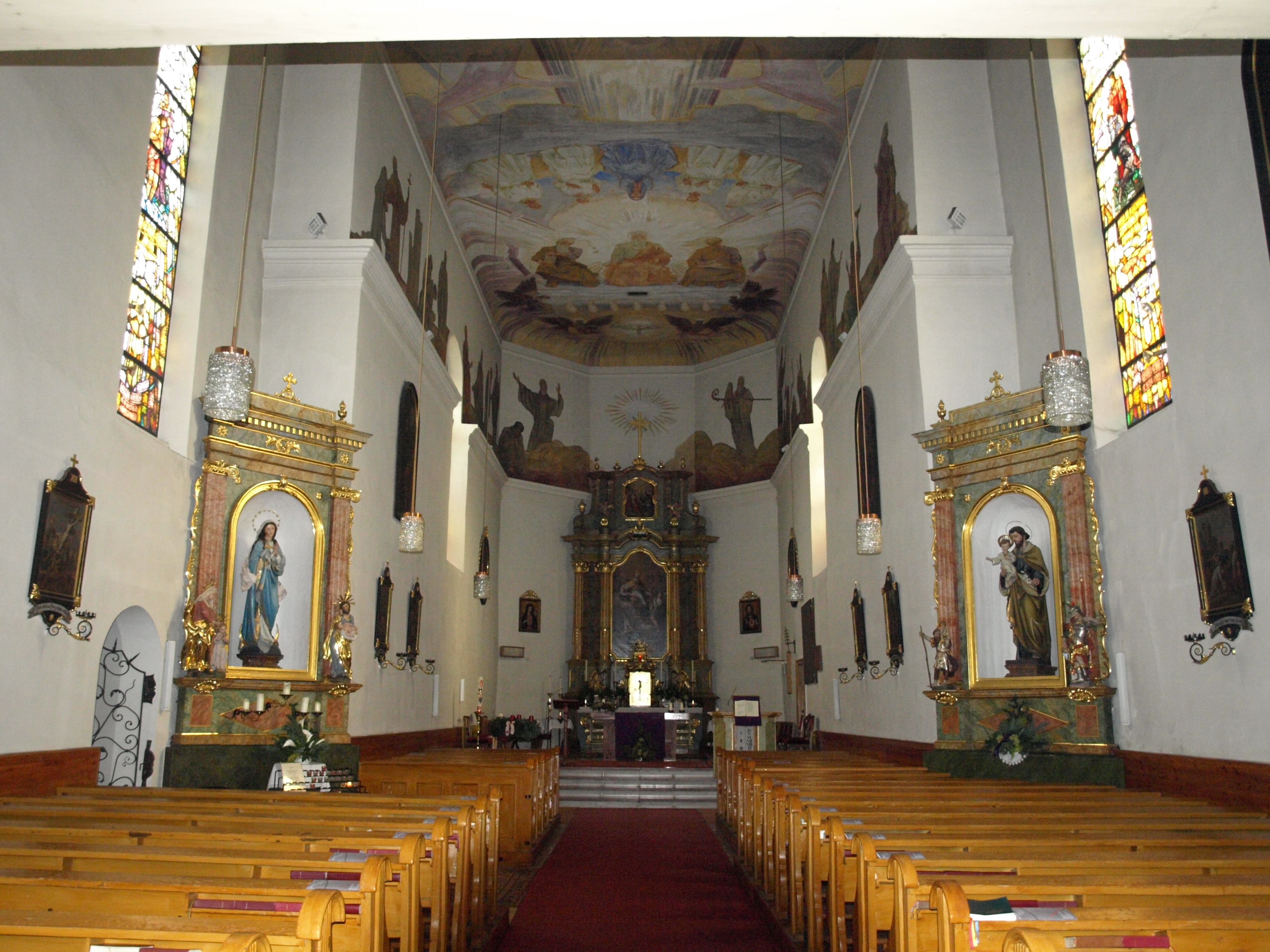
Langhaus, zum Chor

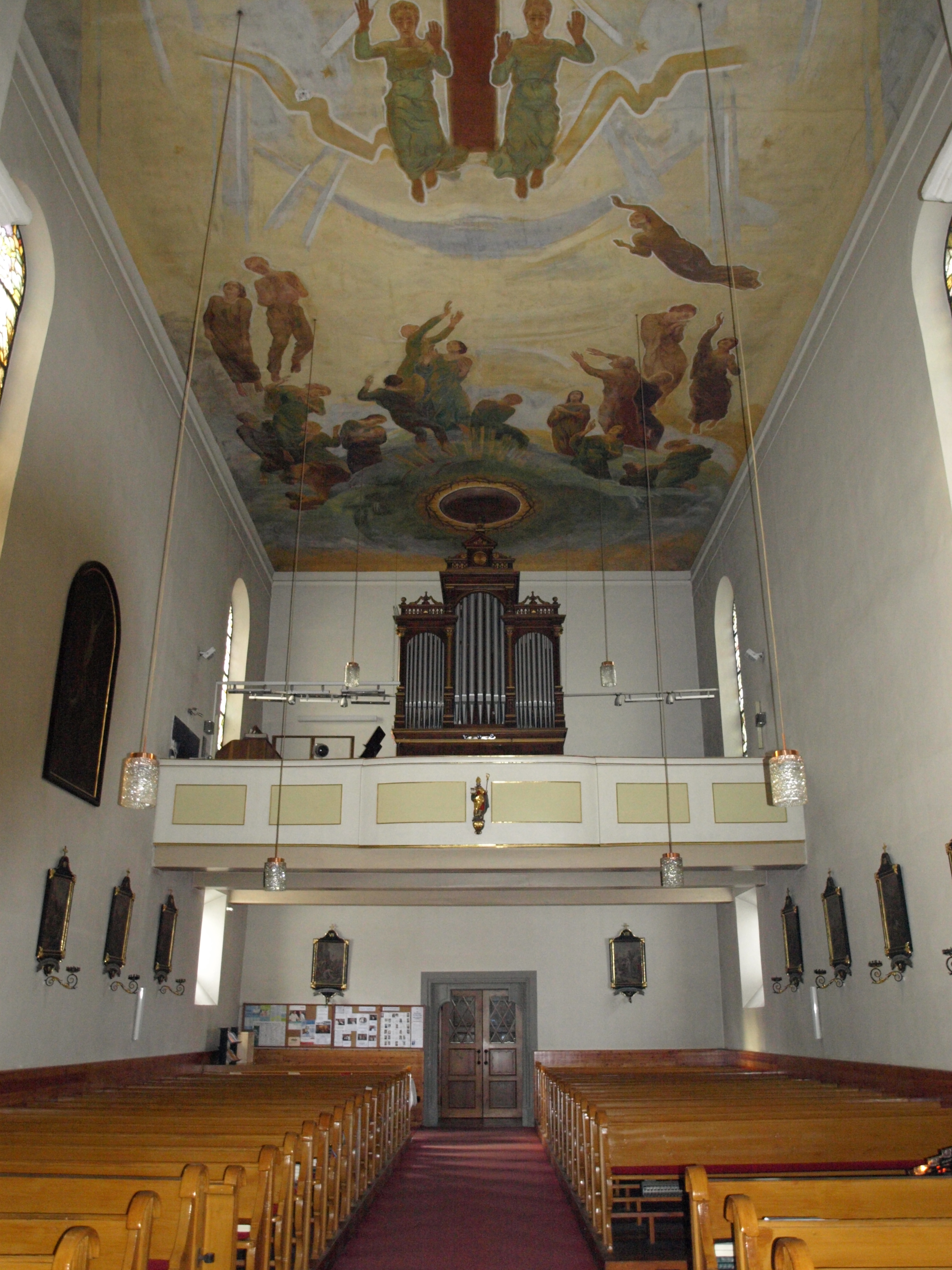
Langhaus, zur Orgelempore

Die Pfarrkirche Öhling steht weithin sichtbar auf einer Anhöhe im Kirchweiler Öhling in der Marktgemeinde Oed-Oehling im Bezirk Amstetten in Niederösterreich. Die auf den heiligen Wolfgang von Regensburg geweihte römisch-katholische Pfarrkirche, dem Stift Seitenstetten inkorporiert, gehört zum Dekanat Amstetten der Diözese St. Pölten. Die Kirche steht unter Denkmalschutz (Listeneintrag).

## Geschichte
Urkundlich wurde im 13. Jahrhundert eine Kapelle und 1545 die Kirche als Filiale der Pfarrkirche Aschbach-Markt genannt. 1679 wurde das Langhaus erweitert und 1694 wurden Stuckarbeiten durchgeführt. Urkundlich wird sie 1784 Pfarre genannt. 1814 war die Kirche nach einem Brand nur eine Ruine. Erst 1833 wurde die Kirche und die Pfarre neu errichtet. 1914 wurde der Westturm nach den Plänen des Architekten Matthäus Schlager erbaut.

## Architektur
Die schlichte im Kern barocke Saalkirche mit einem wohl im Kern gotischen Chor hat einen wuchtigen vorgestellten neobarocken Westturm.
Das Kirchenäußere zeigt ein ungegliedertes Langhaus mit Rundbogenfenstern und einen leicht eingezogenen lang gestreckten Chor mit einem Dreiseitschluss unter einem Satteldach. Das Westportal ist ein gotisches Schulterportal mit einer verstäbten Rahmung. Südseitig am Chor steht ein zweigeschoßiger Sakristeianbau unter einem Pultdach. Der Turm mit rundbogigen Schallfenstern ist im oberen Bereich mit Lisenen gegliedert und trägt ein Haubendach mit Laterne.
Das Kircheninnere zeigt sich barock mit einem gotischen Mauerkern unter einer Flachdecke. Die Orgelempore ist aus der zweiten Hälfte des 19. Jahrhunderts. Die Sakristei hat eine Tonnengewölbe.
Die Kirche hat einen monumentale Wandmalerei an den Decken des Langhauses und des Chores mit Themen der Auferstehung und Erlösung, an der Chorwand Fries und Szenen mit dem hl. Benedikt und Ordensleuten gemalt von 1925 bis 1927 vom Maler Hans Fischer. Die Glasmalereien nennen 1924 und 1929.

## Ausstattung
Der Hochaltar aus dem Ende des 18. Jahrhunderts ist ein spätbarockes Säulenretabel mit Volutenauszug und zeigt am Altarblatt hl. Wolfgang und am Oberbild die Hl. Dreifaltigkeit.
Die neoklassizistischen Seitenaltäre tragen die Statuen Maria Immaculata und hl. Josef von Josef Rieffesser 1909.
Die Orgel baute Johann Lachmayr 1898. Es gibt Glocken von Johann Maximilian Hagenauer 1716 und Johann Hollederer 1843.